# 中嶋敦
中嶋 敦（なかじま あつし）は、日本の化学者。
慶應義塾大学 理工学部 化学科 教授。
専門は機能物性化学、基礎物理化学。

## 学歴
- 1980年4月 - 1984年3月 東京大学理学部 化学科[1]
- 1984年4月 - 1986年3月 東京大学大学院理学系研究科 化学専攻 修士課程[1]
- 1986年4月 - 1989年3月 東京大学大学院理学系研究科 化学専攻 博士課程[1]

## 主な経歴
- 1989年4月 - 1994年3月 慶應義塾大学 理工学部 化学科 助手[1]
- 1994年4月 - 1997年3月 慶應義塾大学 理工学部 化学科 専任講師[1]
- 1997年4月 - 2001年3月 慶應義塾大学 理工学部 化学科 助教授[1]
- 2001年4月 -  慶應義塾大学 理工学部 化学科 教授[1]
- 2009年10月 - 2014年3月 科学技術振興機構 戦略的創造研究推進事業（ERATO） 研究総括[1]

## 主な委員歴
- 2008年9月 - 2010年8月 分子科学会 会長[1]
- 2020年6月 - 2022年5月 日本化学会 理事[1]

## 主な受賞歴
- 1995年3月（平成6年度） 日本化学会 第44回進歩賞[2][1]
- 2009年3月（平成20年度） 日本化学会 第26回学術賞[3][1]
- 2020年5月 フンボルト賞（アレクサンダー・フォン・フンボルト財団）[4][1][5]
- 2025年3月（2024年度） 日本化学会 第77回日本化学会賞[6][1]